# Marc Gabolde
Marc Gabolde (Nantes, 30 de mayo de 1957 - ) es un egiptólogo francés, especialista en la XVIII Dinastía y el periodo amarniense.
Doctorado en la Université Lumière Lyon 2 en 1992, fue miembro del Instituto Francés de Arqueología Oriental de El Cairo  de 1993 a 1997. Desde 1999 es profesor titular en la Université Paul Valéry - Montpellier III.
Ha efectuado excavaciones en el Valle de las reinas, Karnak, Balat, Tebtunis y Amarna.

## Publicaciones
- Akhenaton : Du mystère à la lumière, col. Découvertes Gallimard (n.º 478), París, Gallimard, 2005, 128 pp. ISBN 207030745X
- Junto con Jean-Luc Bovot, Jean-Luc Chappaz y Rolf Krauss, Akhénaton et l'époque amarnienne, París, Khéops, 2005, 318 pp. ISBN 2950436862
- D'Akhénaton à Toutânkhamon, París, Inst. Arch. Hist. Antiquité, 2000, 310 pp. ISBN 2911971027

- Datos: Q3288059